# جاك كارتر (ممثل)
جاك كارتر (بالإنجليزية: Jack Carter)‏ هو ممثل أمريكي، ولد في 1902، وتوفي في 9 نوفمبر 1967.

## معرض صور

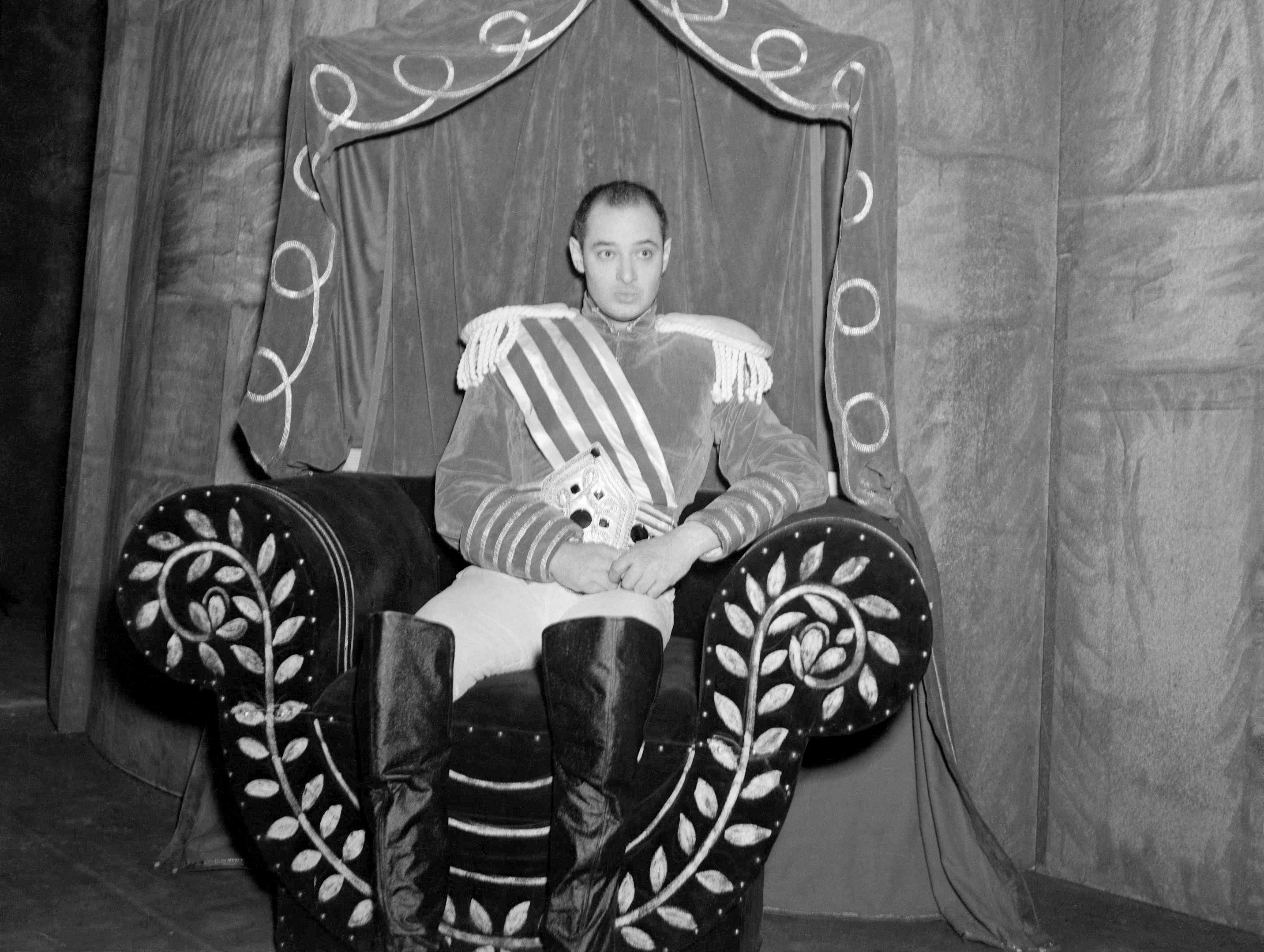
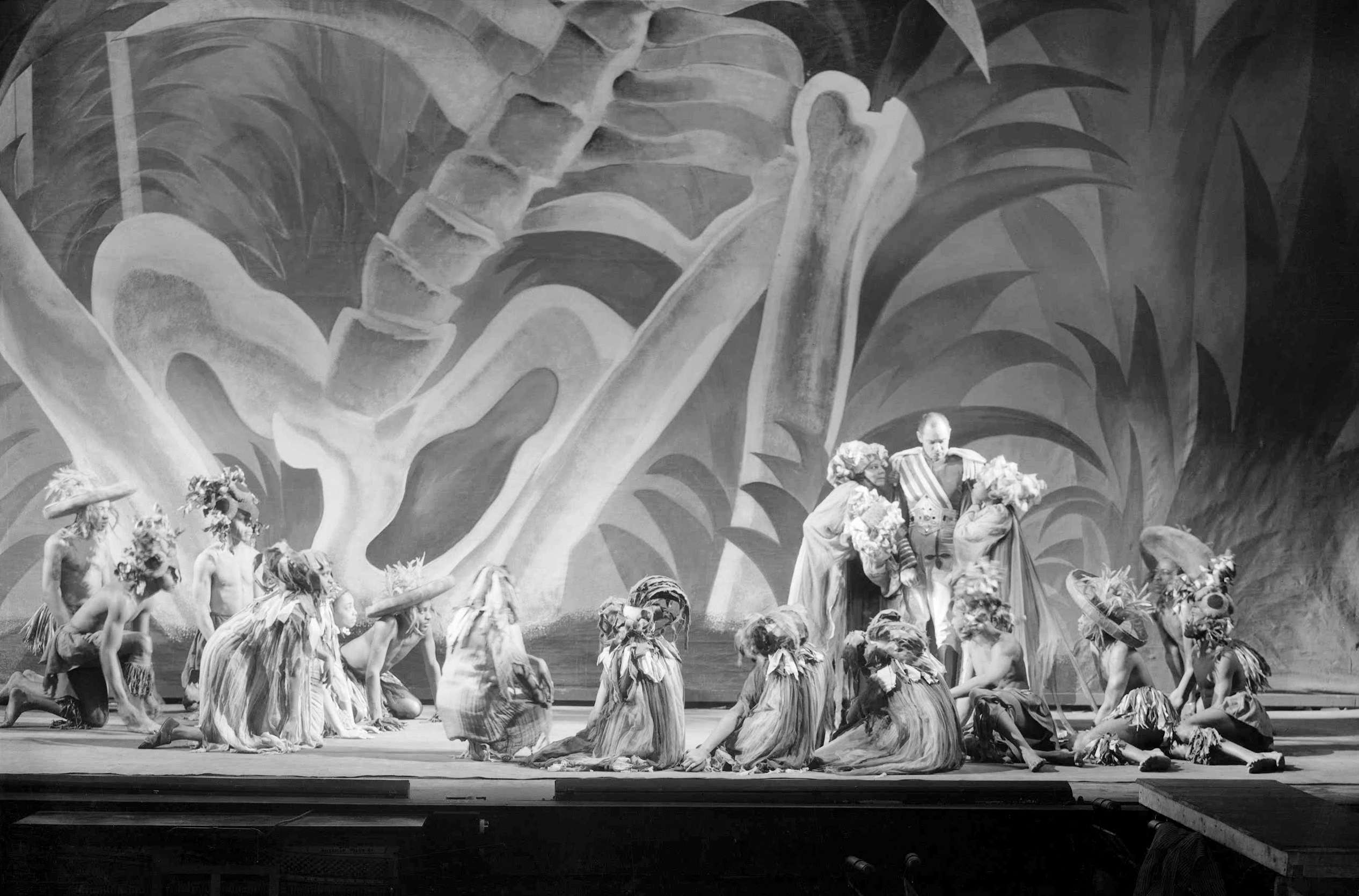
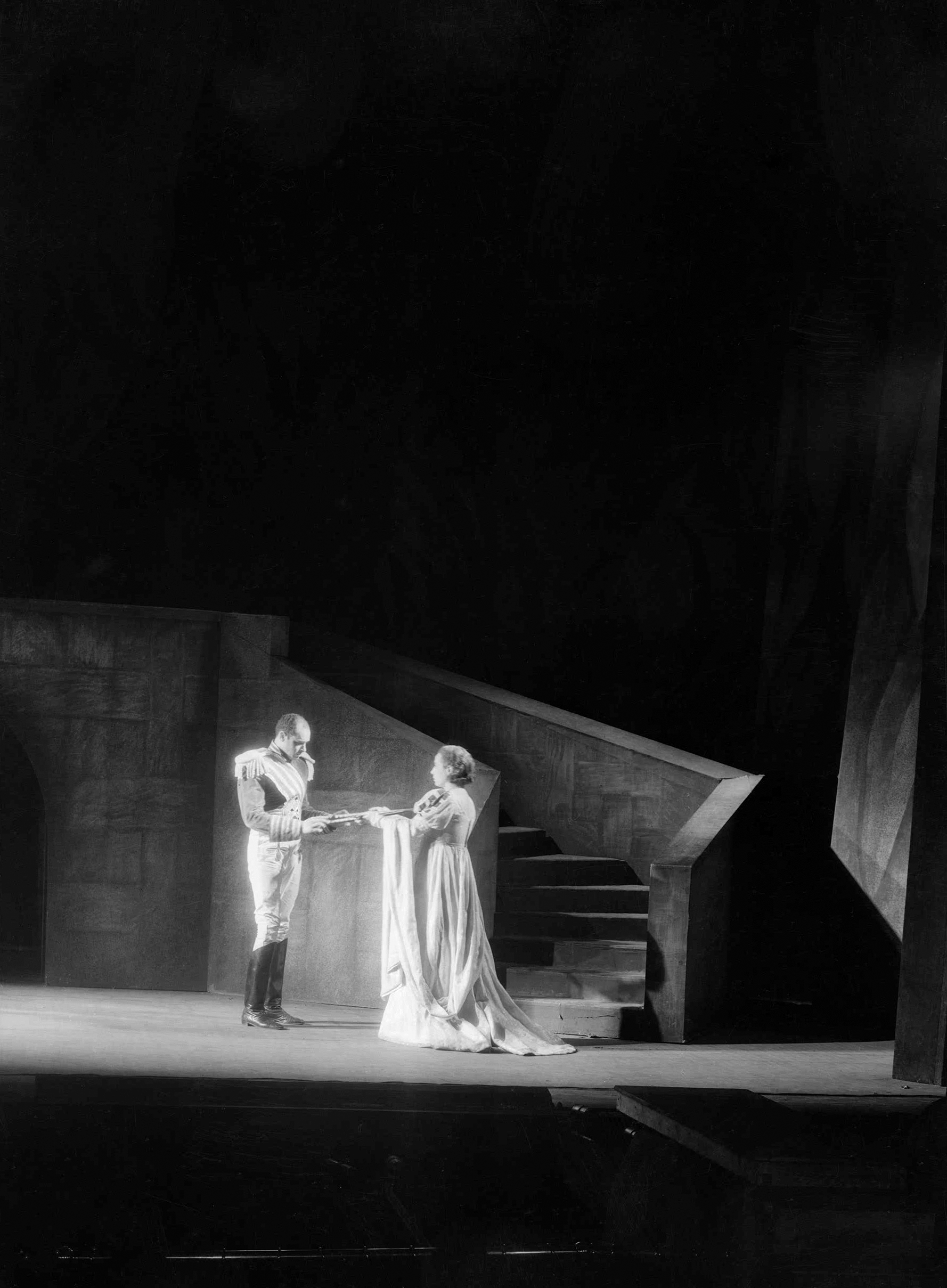
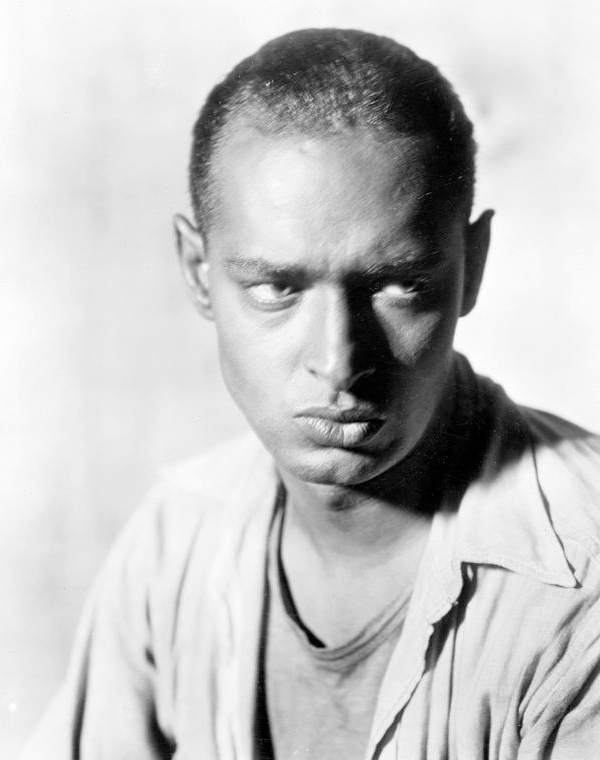

## وصلات خارجية
- جاك كارتر على موقع IMDb (الإنجليزية)
- جاك كارتر على موقع قاعدة بيانات برودواي على الإنترنت (الإنجليزية)